# 乳膠服裝
乳膠（Latex）或橡膠（Rubber）被用於製作各種服裝。但乳膠不同於橡膠製品般粗糙而通常更薄。着裝時，或者直接噴塗在身上，它會緊貼在皮膚上，造成一種「第二皮膚的效果」，比橡膠更有光澤。
乳膠或橡膠作為一種服裝材料特別被戀物時尚和戀物俱樂部常用，有幾種雜誌專門介紹和討論乳膠服裝的使用和穿着。

## 設計和製造

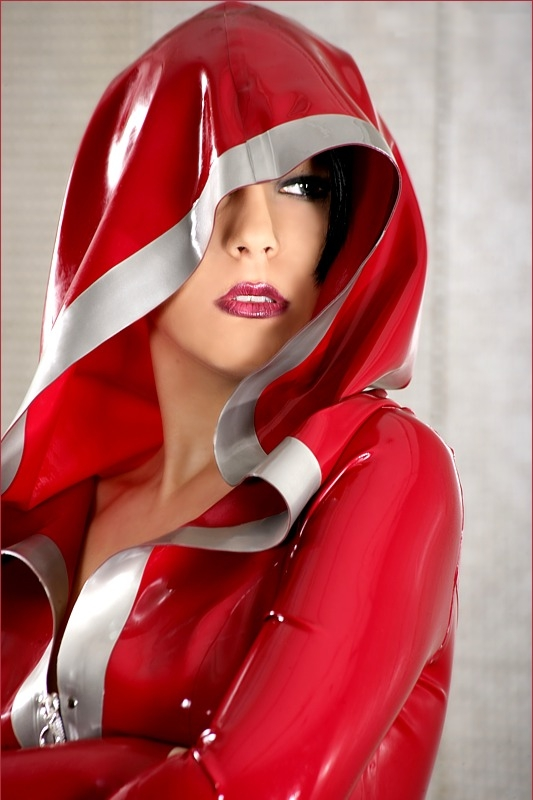
乳膠服裝的例子

### 內褲

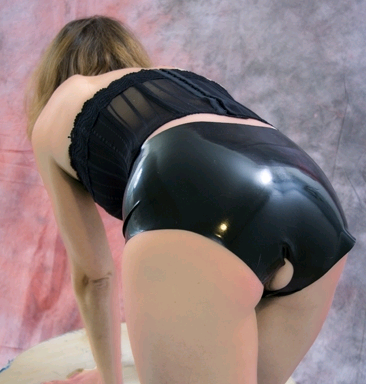
乳膠情趣內衣(性交專用內褲)

### 襪

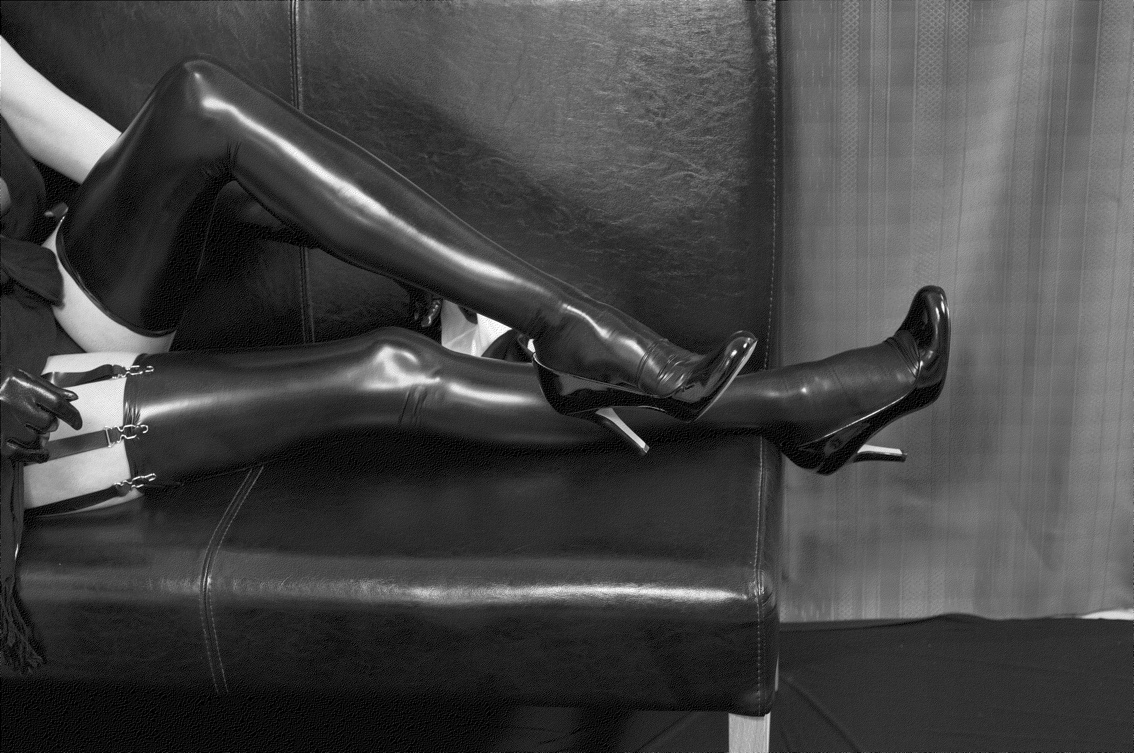
乳膠長襪

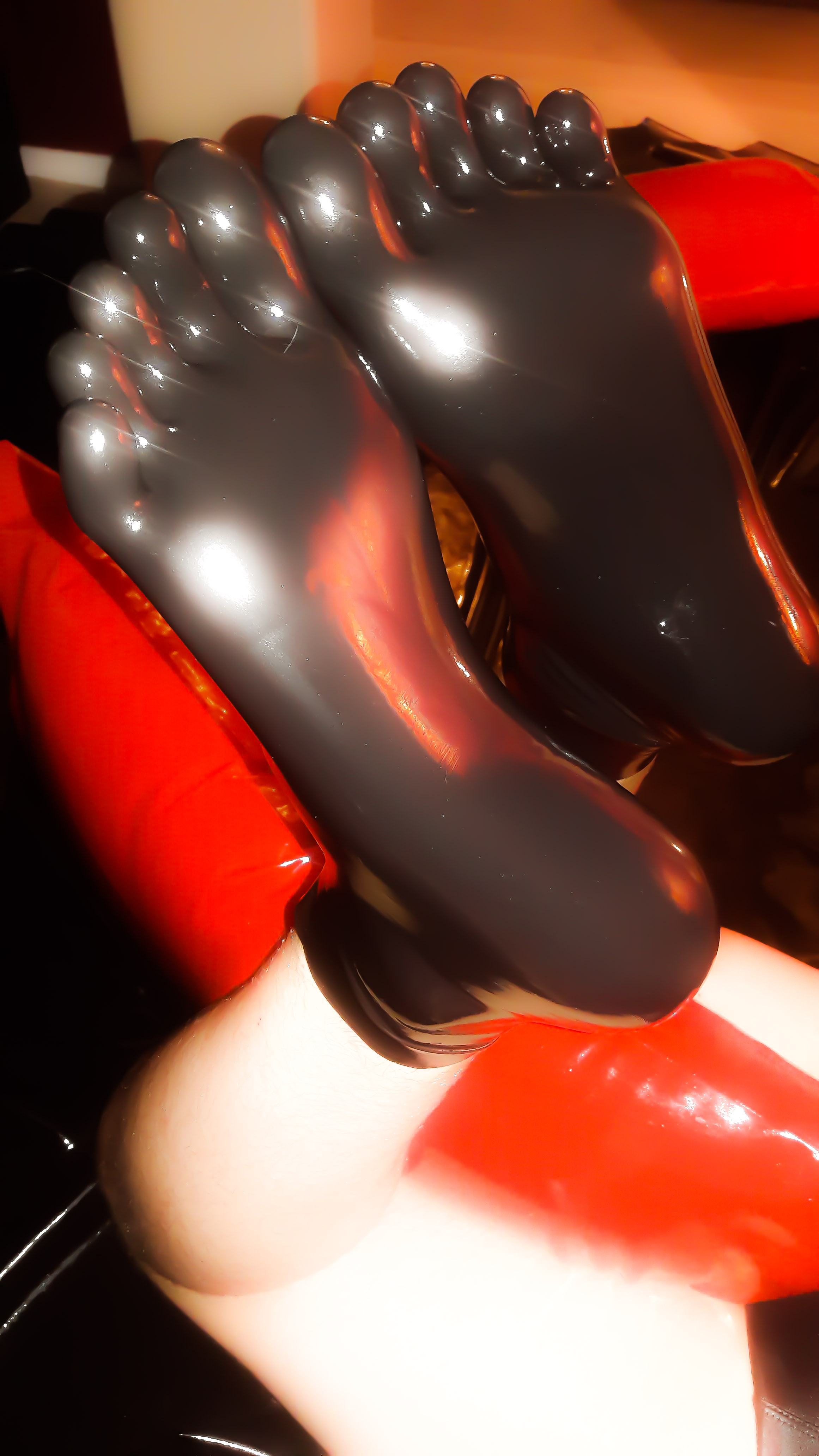
乳膠五趾襪

## 流行文化
在DC漫畫的貓女及電影《駭客任務》中亦曾出現。